# Euroliga v basketbalu
Euroliga v basketbalu (anglicky Euroleague Basketball) je nejprestižnější evropská basketbalová klubová soutěž mužů. Organizuje ji Unie evropských basketbalových lig - (ULEB), do roku 2000 to byla FIBA Europe.
Návrh na Pohár evropských mistrů v basketbalu připravila komise, kterou ustavil v roce 1957 William Jones, generální sekretář FIBA a jejími členy byli Borislav Stanković (Jugoslávie), Raimundo Saporta (Španělsko), Robert Busnel (Francie), Miloslav Kříž (Československo) a Nikolaj Semaško (Sovětský svaz). První ročník poháru mistrů se hrál v sezóně 1957/1958.
Současná podoba soutěže vznikla v roce 2000. Nejúspěšnějším klubem v soutěži je španělský velkoklub Real Madrid, který v ní zvítězil desetkrát.

## Historie a struktura
Pohár evropských mistrů (PEM) v basketbalu se poprvé hrál v sezóně 1957/1958. Hrálo se vyřazovacím způsobem, když v každém kole proti sobě dva týmy odehrály 2 zápasy (každý tým hrál doma a venku) a podle výsledku a skóre z obou zápasů lepší tým postoupil do dalšího kola. Zúčastnit se mohly pouze týmy - vítězové národní ligy.
Od sezóny 1965/66 se hrálo nejdříve kvalifikační a eliminační kolo, ze kterého postupovala družstva do čtvrtfinálové fáze hrané ligovým systémem. Čtyři nejlepší družstva postoupila do tzv. Final four, ktoré se odehrálo v jednom dějišti.
V sezóně 1976/77 se znova měnil formát soutěže. Družstva byla od 1. kola nasazená do skupín a hrálo sa ligovým způsobem. Vítězové těchto skupín postupovali do hlavní nadstavbové skupiny. Po ní následovalo Final four.
Od sezóny 1982/83 se znova přešlo na model soutěže, který se hrál v letech 1965 až 1976.
V sezóně 1991/92 změnila soutěž název na Euroliga FIBA. Po kvalifikačním a eliminačním kole následovala skupinová fáze, ve které ale již družstva hrála ve 2 skupinách. Následovala čtvrtfinálová fáze vyřazovacím způsobem a po ní Final four.
Od sezóny 1996/97 již přestala existovat kvalifikační kola a družstva byla přímo zařazena do skupin 1. kola a později 2. kola. Následovalo osmifinále a čtvrtfinále vyřazovacím způsobem a poté Final four.
Do roku 2000 organizovala Euroligu FIBA Europe), která v poslední sezóně nazvala soutěž Suproliga. Od této sezóny však začal řídit soutěž ULEB. Formát soutěže se znova měnil, když po skupinové fázi následovala vyřazovací část, která se hrála systémem play off na 2 vítězné zápasy, po nichž následovalo Final four.
Další změna nastala v sezóně 2009/10, od které se hrají již kvalifikační kola a Euroliga již není uzavřenou soutěží.

## Sezóny a pořadí v Poháru evropských mistrů (PEM) 1958 - 1991
| Rok     | Finále                      | Finále                          | Finále                    | Třetí a čtvrté místo   | Třetí a čtvrté místo        |
|         | Zlatá medaile               | Skóre                           | Stříbrná medaile          | Bronzová medaile       | 4. místo                    |
| ------- | --------------------------- | ------------------------------- | ------------------------- | ---------------------- | --------------------------- |
| 1957–58 | ASK Rīga                    | 170–152 (86-81 / 71-84)         | Akademik Sofia            | Honvéd Budapešť        | Real Madrid                 |
| 1958–59 | ASK Rīga                    | 148–125 (79-58 / 67-69)         | Akademik Sofia            | OKK Bělehrad           | Lech Poznaň                 |
| 1959–60 | ASK Rīga                    | 130–113 (51-61 / 69-62)         | Dinamo Tbilisi            | Polonia Varšava        | Slovan Orbis Praha          |
| 1960–61 | CSKA Moskva                 | 148–128 (87-62 / 66-61)         | ASK Rīga                  | Real Madrid            | Steaua Bukurešť             |
| 1961–62 | Dinamo Tbilisi              | 90–83                           | Real Madrid               | AŠK Olimpija Lublaň    | CSKA Moskva                 |
| 1962–63 | CSKA Moskva                 | 259–240 (69-86 / 91-74 / 99-80) | Real Madrid               | Spartak Brno           | Dinamo Tbilisi              |
| 1963–64 | Real Madrid                 | 183–174 (99-110 / 84-64)        | Spartak Brno              | OKK Bělehrad           | Olimpia Miláno (Simmenthal) |
| 1964–65 | Real Madrid                 | 157–150 (88-81 / 76-62)         | CSKA Moskva               | Varese (Ignis)         | OKK Bělehrad                |
| 1965–66 | Olimpia Miláno              | 77–72                           | Slavia VŠ Praha           | CSKA Moskva            | AEK Athens                  |
| 1966–67 | Real Madrid                 | 91–83                           | Olimpia Miláno            | AŠK Olimpija Lublaň    | Slavia VŠ Praha             |
| 1967–68 | Real Madrid                 | 98–95                           | Spartak Brno              | Olimpia Miláno         | KK Zadar                    |
| 1968–69 | CSKA Moskva                 | 103–99                          | Real Madrid               | Spartak Brno           | Standard Lutych             |
| 1969–70 | Varese (Ignis)              | 79–74                           | CSKA Moskva               | Real Madrid            | Slavia VŠ Praha             |
| 1970–71 | CSKA Moskva                 | 67–53                           | Varese (Ignis)            | Real Madrid            | Slavia VŠ Praha             |
| 1971–72 | Varese (Ignis)              | 70–69                           | Split (Jugoplastika)      | Real Madrid            | Panathinaikos               |
| 1972–73 | Varese (Ignis)              | 71–66                           | CSKA Moskva               | Crvena zvezda          | Olimpia Miláno              |
| 1973–74 | Real Madrid (Ignis)         | 84–82                           | Varese (Ignis)            | Radnički Bělehrad      | AS Berck                    |
| 1974–75 | Varese (Ignis)              | 79–66                           | Real Madrid               | AS Berck               | KK Zadar                    |
| 1975–76 | Varese (Mobilgirgi)         | 81–74                           | Real Madrid               | Cantu (Forst)          | ASVEL Villeurbanne          |
| 1976–77 | Maccabi Tel Aviv            | 78–77                           | Varese (Mobilgirgi)       | CSKA Moskva            | Real Madrid                 |
| 1977–78 | Real Madrid                 | 75–67                           | Varese (Mobilgirgi)       | Maccabi Tel Aviv       | ASVEL Villeurbane           |
| 1978–79 | Bosna                       | 75–67                           | Varese (Emerson)          | Maccabi Tel Aviv       | Real Madrid                 |
| 1979–80 | Real Madrid                 | 89–85                           | Maccabi Tel Aviv          | Bosna Sarajevo         | Virtus Bologna (Sinudyne)   |
| 1980–81 | Maccabi Tel Aviv            | 80–79                           | Virtus Bologna (Sinudyne) | Nashua Den Bosch       | Bosna Sarajevo              |
| 1981–82 | Cantu (Squibb)              | 86–80                           | Maccabi Tel Aviv          | Partizan Bělehrad      | FC Barcelona                |
| 1982–83 | Cantu (Ford)                | 69–68                           | Olimpia Miláno (Billy)    | Real Madrid            | CSKA Moskva                 |
| 1983–84 | Virtus Roma (Banco di Roma) | 79–73                           | FC Barcelona              | Cantu (Jollycolombani) | Bosna Sarajevo              |
| 1984–85 | Cibona Záhřeb               | 87–78                           | Real Madrid               | Maccabi Tel Aviv       | CSKA Moskva                 |
| 1985–86 | Cibona Záhřeb               | 94–82                           | Žalgiris                  | Olimpia Miláno (Simac) | Real Madrid                 |
| 1986–87 | Olimpia Miláno (Tracer)     | 71–69                           | Maccabi Tel Aviv          | Pau-Orthez             | KK Zadar                    |
| 1987–88 | Olimpia Miláno (Tracer)     | 90–84                           | Maccabi Tel Aviv          | Partizan Bělehrad      | Aris Soluň                  |
| 1988–89 | Split (Jugoplastika)        | 75–69                           | Maccabi Tel Aviv          | Aris Soluň             | FC Barcelona                |
| 1989–90 | Split (Jugoplastika)        | 72–67                           | FC Barcelona              | Limoges CSP            | Aris Soluň                  |
| 1990–91 | Split (Pop 84)              | 70–65                           | FC Barcelona              | Maccabi Tel Aviv       | VL Pesaro (Scavolini)       |

## Sezóny a pořadí ve Final Four Euroligy od 1992
| Rok     | Finále                            | Finále                                      | Finále                            | Třetí a čtvrté místo               | Třetí a čtvrté místo              |
|         | Zlatá medaile                     | Skóre                                       | Stříbrná medaile                  | Bronzová medaile                   | 4. místo                          |
| ------- | --------------------------------- | ------------------------------------------- | --------------------------------- | ---------------------------------- | --------------------------------- |
| 1991–92 | Partizan Bělehrad                 | 71–70                                       | Joventut Badalona                 | Olimpia Miláno (Philips)           | Estudiantes Madrid                |
| 1992–93 | Limoges CSP                       | 59–55                                       | Treviso (Benetton)                | PAOK Soluň                         | Real Madrid                       |
| 1993–94 | Joventut Badalona                 | 59–57                                       | Olympiakos                        | Panathinaikos                      | FC Barcelona                      |
| 1994–95 | Real Madrid                       | 73–61                                       | Olympiakos                        | Panathinaikos                      | Limoges CSP                       |
| 1995–96 | Panathinaikos                     | 67–66                                       | FC Barcelona                      | CSKA Moskva                        | Real Madrid                       |
| 1996–97 | Olympiakos                        | 73–58                                       | FC Barcelona                      | Olimpija (Union)                   | ASVEL                             |
| 1997–98 | Virtus Bologna (Kinder)           | 58–44                                       | AEK Athens                        | Treviso (Benetton)                 | Partizan Bělehrad                 |
| 1998–99 | Žalgiris                          | 82–74                                       | Virtus Bologna (Kinder)           | Olympiakos                         | Fortitudo Bologna (Teamsystem)    |
| 1999–00 | Panathinaikos                     | 73–67                                       | Maccabi Tel Aviv                  | Efes Pilsen Istanbul               | FC Barcelona                      |
| 2000–01 | Maccabi Tel Aviv                  | 81–67                                       | Panathinaikos                     | Efes Pilsen Istanbul               | CSKA Moskva                       |
| 2000–01 | Virtus Bologna (Kinder)           | 3–2 (65-78 / 94-73 / 80-60 / 79-96 / 82-74) | Baskonia (Tau Cerámica)           | Fortitudo Bologna (Paf Wennington) | AEK Athens                        |
| 2001–02 | Panathinaikos                     | 89–83                                       | Virtus Bologna (Kinder)           | Treviso (Benetton)                 | Maccabi Tel Aviv                  |
| 2002–03 | FC Barcelona                      | 76–65                                       | Treviso (Benetton)                | Siena (Montepaschi)                | CSKA Moskva                       |
| 2003–04 | Maccabi Tel Aviv                  | 118–74                                      | Fortitudo Bologna (Skipper)       | CSKA Moskva                        | Siena (Montepaschi)               |
| 2004–05 | Maccabi Tel Aviv                  | 90–78                                       | Baskonia (Tau Cerámica)           | Panathinaikos                      | CSKA Moskva                       |
| 2005–06 | CSKA Moskva                       | 73–69                                       | Maccabi Tel Aviv                  | Baskonia (Tau Cerámica)            | FC Barcelona                      |
| 2006–07 | Panathinaikos                     | 93–91                                       | CSKA Moskva                       | Málaga (Unicaja)                   | Baskonia (Tau Cerámica)           |
| 2007–08 | CSKA Moskva                       | 91–77                                       | Maccabi Tel Aviv                  | Siena (Montepaschi)                | Baskonia (Tau Cerámica)           |
| 2008–09 | Panathinaikos                     | 73–71                                       | CSKA Moskva                       | FC Barcelona                       | Olympiakos                        |
| 2009–10 | FC Barcelona                      | 86–68                                       | Olympiakos                        | CSKA Moskva                        | Partizan Bělehrad                 |
| 2010–11 | Panathinaikos                     | 78–70                                       | Maccabi Tel Aviv                  | Siena (Montepaschi)                | Real Madrid                       |
| 2011–12 | Olympiakos                        | 62–61                                       | CSKA Moskva                       | FC Barcelona                       | Panathinaikos                     |
| 2012–13 | Olympiakos                        | 100–88                                      | Real Madrid                       | CSKA Moskva                        | FC Barcelona                      |
| 2013–14 | Maccabi Tel Aviv                  | 98–86 po prodl.                             | Real Madrid                       | FC Barcelona                       | CSKA Moskva                       |
| 2014–15 | Real Madrid                       | 78–59                                       | Olympiakos                        | CSKA Moskva                        | Fenerbahçe                        |
| 2015–16 | CSKA Moskva                       | 101–96 po prodl.                            | Fenerbahçe                        | PBK Lokomotiv-Kubáň                | Laboral Kutxa                     |
| 2016-17 | Fenerbahçe                        | 80–64                                       | Olympiakos                        | CSKA Moskva                        | Real Madrid                       |
| 2017-18 | Real Madrid                       | 85–80                                       | Fenerbahçe                        | Žalgiris                           | CSKA Moskva                       |
| 2018-19 | CSKA Moskva                       | 91–83                                       | Anadolu Efes                      | Real Madrid                        | Fenerbahçe                        |
| 2019-20 | Zrušeno kvůli pandemii covidu-19. | Zrušeno kvůli pandemii covidu-19.           | Zrušeno kvůli pandemii covidu-19. | Zrušeno kvůli pandemii covidu-19.  | Zrušeno kvůli pandemii covidu-19. |
| 2020-21 | Anadolu Efes                      | 86-81                                       | FC Barcelona                      | Olimpia Milano                     | CSKA Moskva                       |
| 2021-22 | Anadolu Efes                      | 58-57                                       | Real Madrid                       | FC Barcelona                       | Olympiakos                        |
| 2022-23 | Real Madrid                       | 79-78                                       | Olympiakos                        | Monaco                             | FC Barcelona                      |

## Historické statistiky

### Statistiky úspěšnosti klubu ve finále
| Um. | Klub                 | vítězství                                                       | porážky |
| --- | -------------------- | --------------------------------------------------------------- | ------- |
| 1.  | Real Madrid          | 10 (1964, 1965, 1967, 1968, 1974, 1978, 1980, 1995, 2015, 2018) | 8       |
| 2.  | CSKA Moskva          | 8 (1961, 1963, 1969, 1971, 2006, 2008, 2016, 2019)              | 6       |
| 3.  | Maccabi Tel Aviv BC  | 6 (1977, 1981, 2001, 2004, 2005, 2014)                          | 9       |
| 4.  | Panathinaikos BC     | 6 (1996, 2000, 2002, 2007, 2009, 2011)                          | 1       |
| 5.  | Palacanestro Varese  | 5 (1970, 1972, 1973, 1975, 1976)                                | 5       |
| 6.  | Olympiakos BC        | 3 (1997, 2012, 2013)                                            | 5       |
| 7.  | Olimpia Miláno       | 3 (1966, 1987, 1988)                                            | 2       |
| 8.  | ASK Rīga             | 3 (1958, 1959, 1960)                                            | 1       |
| 9.  | KK Split             | 3 (1989, 1990, 1991)                                            | 1       |
| 10. | FC Barcelona         | 2 (2003, 2010)                                                  | 6       |
| 11. | Virtus Bologna       | 2 (1998, 2001)                                                  | 3       |
| 12. | Anadolu Efes         | 2 (2021, 2022)                                                  | 1       |
| 13. | KK Cibona Záhřeb     | 2 (1985, 1986)                                                  |         |
| 14. | Palacanestro Cantu   | 2 (1982, 1983)                                                  |         |
| 15. | Fenerbahçe           | 1 (2017)                                                        | 2       |
| 16. | BC Žalgiris          | 1 (1999)                                                        | 1       |
| 17. | Joventut Badalona    | 1 (1994)                                                        | 1       |
| 18. | BC Dinamo Tbilisi    | 1 (1962)                                                        | 1       |
| 19. | Limoges CSP          | 1 (1993)                                                        |         |
| 20. | KK Partizan Bělehrad | 1 (1992)                                                        |         |
| 21. | Virtus Řím           | 1 (1984)                                                        |         |
| 22. | KK Bosna Sarajevo    | 1 (1979)                                                        |         |

### Statistiky úspěšnosti klubů ve finále podle státu

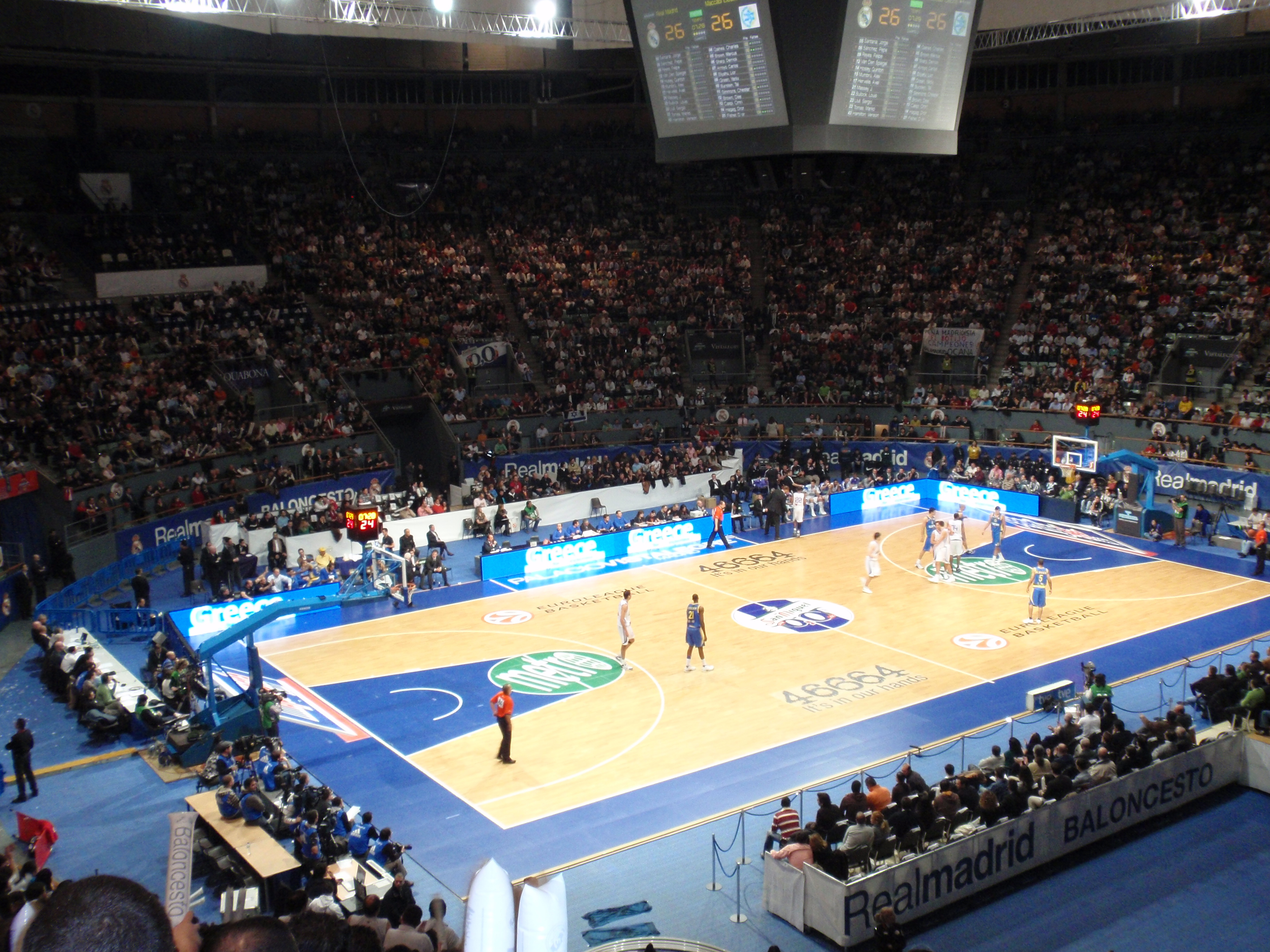
Zápas Real Madrid - Maccabi Tel Aviv v roce 2009

| Um. | Stát           | vítězství | porážky |
| --- | -------------- | --------- | ------- |
| 1.  | Španělsko      | 13        | 17      |
| 2.  | Itálie         | 13        | 13      |
| 3.  | Řecko          | 9         | 7       |
| 4.  | Sovětský svaz  | 8         | 6       |
| 5.  | Jugoslávie     | 7         | 1       |
| 6.  | Izrael         | 6         | 9       |
| 7.  | Rusko          | 4         | 3       |
| 8   | Turecko        | 3         | 3       |
| 9.  | Litva          | 1         |         |
| 10. | Francie        | 1         |         |
| 11. | Československo |           | 3       |
| 12. | Bulharsko      |           | 2       |

## Účast českých a slovenských klubů v Poháru evropských mistrů a v Eurolize
Semifinále Poháru evropských mistrů hrály české kluby celkem devětkrát: Zbrojovka Brno 4× (1963, 1964, 1968, 1969), Slavia VŠ Praha 4× (1966, 1967, 1970, 1971), Slovan Orbis Praha 1× (1960) a slovenské kluby jedenkrát: BK Iskra Svit v roce 1962. Ve finále Poháru evropských mistrů hrály české kluby celkem třikrát, Zbrojovka Brno dvakrát (1964, 1968) a Slavia VŠ Praha v roce 1966.,
|    | klub                      | účast sezón | počet zápasů | kvalifikace | kvalifikace | ročníky                                                                                  |
|    | klub                      | účast sezón | počet zápasů | sez.        | záp.        | ročníky                                                                                  |
| -- | ------------------------- | ----------- | ------------ | ----------- | ----------- | ---------------------------------------------------------------------------------------- |
| 1  | Zbrojovka Brno            | 15          | 94           |             |             | 1959, 1963, 1964, 1965, 1968, 1969, 1977, 1978, 1979, 1987, 1988, 1989, 1991, 1995, 1996 |
| 2  | Slavia VŠ Praha           | 12          | 92           |             |             | 1966, 1967, 1970, 1971, 1972, 1973, 1975, 1982, 1983, 1992, 1993, 1994                   |
| 3  | Inter Slovnaft Bratislava | 4           | 14           |             |             | 1980, 1981, 1984, 1986                                                                   |
| 4  | BK Baník Cigeľ Prievidza  | 3           | 12           |             |             | 1990, 1995, 1996                                                                         |
| 5  | Slovan Orbis Praha        | 2           | 9            |             |             | 1958, 1960                                                                               |
| 6  | Dukla Olomouc             | 2           | 6            |             |             | 1974, 1976                                                                               |
| 7  | Spartak Praha Sokolovo    | 1           | 6            |             |             | 1961                                                                                     |
| 8  | BK Iskra Svit             | 1           | 4            |             |             | 1962                                                                                     |
| 9  | BK Pardubice              | 1           | 3            |             |             | 1985                                                                                     |
| 10 | BK Pezinok                | 1           | 2            |             |             | 1994                                                                                     |
| 11 | ČEZ Basketball Nymburk    |             |              | 4           | 8           | kvalifikace o Euroligu: 2011, 2012, 2013, 2014                                           |

### České kluby
Spartak ZJŠ Brno / Zbrojovka Brno / BC Brno - účast 15 ročníků
- Celkem 94 zápasů (49 vítězství - 45 porážek), 2× 2. místo (1964, 1968), 2× semifinále (1963, 1969), semifinálová skupina (1977), čtvrtfinále (1965), 2× čtvrtfinálová skupina (1973, 1978)
- 1958-59 4 zápasy (3 vítězství - 1 porážka, skóre 336-280): 1. kolo: EK Engelmann [Wien] (AUT) (96-56, 92-69), osmifinále: vyřazen rozdílem 7 bodů ve skóre od KKS Lech Poznaň, Polsko (85-68, 63-87)
- 1962-63 3. místo - 8 zápasů (6-2 649-581): 1. kolo: BC Antwerpy, Belgie (88-57, 81-74), osmifinále: Helsingin Kisa-Toverit, Finsko (85-59, 87-83), čtvrtfinále: AŠK Olimija Lublaň, Slovinsko (79-72, 83-86), semifinále: vyřazen rozdílem 4 bodů ve skóre od Realu Madrid, Španělsko (79-60, 67-90)
- 1963-64 2. místo - 10 zápasů (6-4 893-774): 1. kolo: SK Vídeň, Rakousko (79-62, 105-71), osmifinále Maccabi SC Tel-Aviv, Izrael (96-51, 58-60), čtvrtfinále: CSA Steaua Bucurešť, Rumunsko (104-75, 92-94), semifinále: rozdílem jednoho bodu ve skóre OKK Bělehrad, Jugoslávie (85-75, 94-103) a prohra až ve finále proti španělskému Realu Madrid (110-99, 64-84), jehož nejlepším střelcem byl Emiliano Rodríguez (31 a 28 bodů).
  - Body Brna ve finále:František Konvička (30, 23), Vladimír Pištělák (28, 8), Jan Bobrovský (21, 8), Zdeněk Bobrovský (12, 14), Zdeněk Konečný (16, 2), František Pokorný (1, 3), Zdeněk Vlk (2, -), Stanislav Milota (-, 6). Trenér Ivan Mrázek
- 1964-65 4 zápasy (3-1 311-299): osmifinále: SC Chemie Halle, NDR (73-66, 82-76), čtvrtfinále: vyřazen rozdílem 1 bodu ve skóre od Ignis Pallacanestro Varese, Itálie (72-67, 84-90).
- 1967-68 2. místo - 11 zápasů (7-4 968-860): osmifinále: SK Izmir, Turecko (102-69, 65-61), 1. místo ve čtvrtfinálové skupině B (4-2 539-482): Realu Madrid (113-97, 78-85), Racing Bell Mechelen (76-67, 79-80) a Maccabi SC Tel-Aviv, Izrael (105-76, 88-77), v semifinále Simmenthal Olimpia Miláno (103-86, 63-64) a prohra ve finále s Real Madrid 95-98.
  - Body Brna ve finále: František Konvička 27, Jan Bobrovský 24, Vladimír Pištělák 14, Petr Novický 13, Zdeněk Bobrovský 9, Vlastimil Cvrkal 4, Zdeněk Vlk 2, Tomáš Jambor 2. Trenér Ivan Mrázek
- 1968-69 3. místo - 11 zápasů (7-4 841-810): osmifinále: Dinamo Bukurešť, Rumunsko (96-69, 85-100), 1. místo ve čtvrtfinálové skupině B (4-2 502-457): Pallacanestro Cantu, Itálie (82-68, 60-69), Maccabi SC Tel-Aviv, Izrael (75-61, 78-88) a Standard BC Lutych, Belgie (105-81, 102-90), v semifinále prohra s CSKA Moskva (92-83, 66-101)
- 1976-77 14 zápasů (3-11 1122–1203): vítěz čtvrtfinálové skupiny F (3-1 372-334): KK Partizan Bělehrad (93-100, 96-85), BK Akademik Sofia (82-73, 101-76), 6. místo v semifinálové skupině (0-10 740-869): Maccabi SC Tel-Aviv, Izrael (76-91, 1-2, nehráno), Pallacanestro Varese (77-84, 73-110), Real Madrid (93-120, 103-107), CSKA Moskva (81-99, 93-106) a Racing Maes Pils Mechelen (83-89, 60-61).
- 1977-78 6 zápasů (4-2 585-557): Ve čtvrtfinálové skupině D (4-2 585-557): Eczacibasi SK Istanbul (86-64, 90-98), Alvik BK Stockholm, Švédsko (110-98, 73-88) a UBSC Shopping Centre Wien (110-102, 116-107) na 2. místě za Alvik BK (rozdíl 3 bodů ze vzájemných zápasů).
- 1978-79 6 zápasů (4-2 594-495): 2. místo Ve čtvrtfinálové skupině E (4-2 594-495): KS Partizani Tirana, Albánie (104-83, 79-100), AEL Limassol, Kypr (125-68, 99-50) a KK Bosna Sarajevo (90-89, 97-105).
- 1986-87 4 zápasy (1-3 367-407): 1. kolo: Alvik BK Stockholm (96-98, 110-95), 2. kolo: Real Madrid (70-82, 91-132).
- 1987-88 4 zápasy (1-3 350-357): 1. kolo: Portsmouth BC, Anglie (94-76, 95-97), osmifinále: Nashua EBBC Den Bosch, Holandsko (83-97, 78-87).
- 1988-89 4 zápasy (1-3 286-380): 1. kolo: Eczacibasi SK Istanbul, Turecko (79-62, 66-79), osmifinále: Limoges CSP, Francie (87-111, 54-129).
- 1990-91 2 zápasů (0-2 141-162): 1. kole: Scania Södertälje BBK, Švédsko (59-68, 82-94).
- 1994-95 4 zápasy (2-2 277-281): 1. kolo: BBC Résidence Walferdange, Lucembursko (79-53, 89-73), 2. kolo: Limoges CSP (52-71, 57-84).
- 1995-96 2 zápasy (1-1 175-186): 1. kolo: Fidefinanz Bellinzona Basket, Švýcarsko (106-93, 69-93).

Slavia VŠ Praha / USK Praha - 12 ročníků
- Celkem 92 zápasů (...18 vítězství - ...24 porážek), 2. místo (1966), 3. místo (1967), 2× semifinále (1970, 1971), 4× čtvrtfinálová skupina (1972, 1973, 1975, 1682).
- 1965-66 2. místo - 12 zápasů (8-4 skóre 1018-875): 1. kolo: EB Kodaň, Dánsko (87-39, 84-57), osmifinále: Honvéd Budapešť, Maďarsko (82-81, 100-62), 1. místo ve čtvrtfinálové skupině A (3-3 490-486): Real Madrid (83-71, 63-80), Simmenthal Olimpia Miláno (82-59, 77-96) a Racing Basket Mechelen, Belgie (94-76, 91-104), semifinále: AEK Athény, Řecko 103-73 a prohra ve finále proti Simmenthal Olimpia Miláno, Itálie 72-77.
  - Body VŠ Praha ve finále: Jiří Zídek 20, Jiří Ammer 11, Karel Baroch, Jiří Zedníček a Jaroslav Kovář po 10, Jiří Šťastný 6, Jaroslav Křivý 5, Jiří Konopásek, Jiří Lízálek
- 1966-67 3. místo - 12 zápasů (4-4 830-781): osmifinále Steaua Bukurešť, Rumunsko po prodloužení (77-61, 72-76), 2. místo ve čtvrtfinálové skupině A (4-2 497-458): ASK Vorwärts Berlin, NDR (80-63, 68-63), Real Madrid (87-74, 75-99)a Lokomotiv Sofia, Bulharsko (91-71, 95-88), v semifinále prohra se Simmenthal Olimpia Miláno 97-103, v zápase o 3. místo výhra nad AŠK Olimpija Lublaň 88-83.
- 1969-70 4. místo - 10 zápasů (5-5 830-824): osmifinále: EK Engelmann Vídeň, Rakousko (106-68, 93-79), 2. místo ve čtvrtfinálové skupině A (3-3 457-457): Real Madrid (78-76, 80-95), BK Akademik Sofia, Bulharsko (87-65, 62-75) a Racing Bell Mechelen (80-68, 70-78), v semifinále prohra s CSKA Moskva (79-107, 75-113).
- 1970-71 4. místo - 12 zápasů (7-5 1021-938): 1. kolo: Virum BK Kodaň, Dánsko (146-42, 113-63), osmifinále: TU Istanbul, Turecko (103-77, 66-77), druhá ve čtvrtfinálové skupině A (3-3 506-508): Ignis Pallacanestro Varese (72-89, 78-94), AŠK Olimpija Lublaň, Slovinsko (101-78, 58-76) a Olympique Antibes, Francie (100-89, 97-91), v semifinále prohra s CSKA Moskva (83-68, 67-94).
- 1971-72 8 zápasů (4-2, 2 nerozhodně, 672-659): osmifinále: Tapion Honka Helsinky, Finsko (101-73, 87-80), třetí ve čtvrtfinálové skupině B (2-2, 2 nerozhodně, 484-506): KK Jugoplastika Split (78-75, 81-94), BUS Fruit Lier BBC, Belgie (95-81, 83-83) a Panathinaikos Athény, Řecko (74-74, 73-99).
- 1972-73 10 zápasů (6-4 879-840): 1. kolo: FC Porto, Portugalsko (109-68, 93-81), osmifinále ASVEL Villeurbanne Lyon, Francie (101-73, 87-80), 4. místo ve čtvrtfinálové skupině B (2-4 489-538): Ignis Pallacanestro Varese (91-82, 80-102), CSKA Moskva (79-94, 76-77) a Dinamo Bukurešť, Rumunsko (99-83, 64-100).
- 1974-75 12 zápasů (5-6, 1 nerozhodně, skóre 981–1020): 2. kolo: Al-Zamalek SC Káhira, Egypt (110-65, 90-91), 6. místo ve čtvrtfinálové skupině A (4-1-5 771-875): KK Zadar (86-85, 69-93), UBSC Sefra Wien (75-57, 62-87), Racing Maes Pils Mechelen (85-85, 80-108), Ignis Pallacanestro Varese (92-81, 78-110) a BK Balkan Botevgrad, Bulharsko (79-64, 75-94).
- 1981-82 4 zápasy (1-3 347-348): 2. místo ve čtvrtfinálové skupině C: Eczacibasi SK Istanbul, Turecko (74-75, 96-89) a KK Partizan Bělehrad (97-99, 80-85).
- 1982-83 2 zápasy (1-1 149-167): 1. kolo: Turun NMKY Helsinky, Finsko (86-77, 63-90).
- 1991-92 2 zápasy (1-1 174-175): 1. kolo: Pezoporikós OL Lárnax, Kypr (86-83, 88-92).
- 1992-93 4 zápasy (2-2 340-321): 1. kolo: CS Universitatea Cluj, Rumunsko (103-87, 85-59), 2. kolo: CB Estudiantes Madrid (84-99, 68-76).
- 1993-94 4 zápasy (2-2 327-315): 1. kolo: BBC Résidence Walferdange, Lucembursko (86-63, 94-67), 2. kolo: Benetton Pallacanestro Treviso (75-88, 73-97).

Slovan Orbis Praha - 2 ročníky
- Celkem 9 zápasů (4 vítězství - 5 porážek), semifinále a 4. místo (1962)
- 1957-58 3 zápasy (1-2 skóre 183-180): předkolo (Ženeva): Jonction BC Ženeva, Švýcarsko (84-54), kvalifikace (Miláno): Simmenthal Olimpia Miláno (47-65), Honvéd Budapešť, (HUN) (52-61)
- 1959-60 4. místo, 6 zápasů (3-3 380-399): osmifinále: Urania GS Ženeva, Švýcarsko (80-74, 62-54), čtvrtfinále: GS Chorale Mulsant Roanne, Francie (62-52, 59-68), semifinále: prohra s vítězem soutěže ASK Rīga, Lotyšsko (59-69, 55-82)

Dukla Olomouc - 2 ročníky
- Celkem 6 zápasů (3 vítězství - 3 porážky)
- 1973-74 4 zápasy (2-2 310-316): 1. kolo: Turun NMKY Helsinky, Finsko (94-81, 61-71), osmifinále: BK Akademik Sofia, Bulharsko (90-80, 65-83).
- 1975-76 2 zápasy (1-1 158-162): 2. kolo: SP Federale Lugano, Švýcarsko (85-71, 73-91)

Spartak Sokolovo Praha / Sparta Praha - 1 ročník, čtvrtfinále (1961)
- 1960-61 6 zápasů (5-1 393-324): 1. kolo Wolves Amsterdam, Holandsko (96-54, 57-52), osmifinále: Torpan Pojat Helsinki, Finsko (68-47, 65-56), vyřazen ve čtvrtfinále rozdílem 8 bodů ve skóre od Steaua Bukurešť, Rumunsko (60-50, 47-65).

Rudá hvězda Pardubice - 1 ročník
- 1984-85 3 zápasy (1-2 183-180): 1. kolo: Efes Pilsen SK Istanbul, Turecko (72-77, 62-80).

BK ECM Nymburk / ČEZ Basketball Nymburk - 5× v kvalifikaci o Euroligu (od roku 2010)
- Kvalifikace 5 ročníků, celkem 8 zápasů (4 vítězství - 4 porážky)
- poražení z kvalifikace zařazeni do soutěže ULEB Eurocup
- 2010-11 Kvalifikace: 2 zápasy (1-1 skóre 141-150): Spirou BC Charleroi, Belgie (73-71, 68-79)
- 2011-12 Kvalifikace (Charleroi, Belgie): 3 zápasy (2-1 208-215): Banvit BK Bandirma, Turecko (69-57), BK Khimki Moskva, Rusko (86-79), Finále: Belgacom Spirou BC Charleroi, Belgie (53-79)
- 2012-13 Kvalifikace (Desio, Itálie): 2 zápasy (1-1 166-154): BC Telenet Oostende, Belgie (83-65), Mapooro Pallacanestro Cantu, Itálie (83-89)
- 2013-14 Kvalifikace (Vilnius, Litva): 1 zápas (0-1 78-87): Banvit BK Bandirma, Turecko (78-87)
- 2014-15 Kvalifikace (Ostende, Belgie): Hapoel Migdal Jerusalem BC, Izrael (84-94)

### Slovenské kluby
BK Inter Slovnaft Bratislava - 4 ročníky
- Celkem 14 zápasů (5 vítězství - 9 porážek), 2× ve čtvrtfinálové skupině (1980, 1981)
- 1979-80 4 zápasy (2-2 skóre 374-344): 2. místo ve čtvrtfinálové skupině B: Virtus Bologna, Itálie (91-109, 71-81) a BBC Sparta Bertrange, Lucembursko (118-77, 94-77).
- 1980-81 6 zápasů (3-3 504-524): 3. místo ve čtvrtfinálové skupině E: Murray BC Edinburgh, Skotsko (80-76, 63-75), Hageby BK Norrköping, Švédsko (103-87, 86-85) a Nashua EBBC Den Bosch, Holandsko (79-86, 93-115).
- 1983-84 2 zápasů (0-2 163-180): 1. kolo: KS Partizani Tirana, Albánie (83-91, 80-89).
- 1985-86 2 zápasů (0-2 167-229): 1. kolo: BC Žalgiris Kaunas, Litva (97-123, 70-106).

BK Baník Cigeľ Prievidza - 3 ročníky, osmifinále (1990)
- Celkem 12 zápasů (5 vítězství - 7 porážek),
- 1989-90 4 zápasy (1-3 311-322): 1. kolo: Täby Basket, Švédsko (95-61, 71-83), osmifinále: FC Barcelona (74-85, 71-93).
- 1994-95 4 zápasy (2-2 379-359): 1. kolo: SK Adelin Pogradec, Albánie (123-73, 99-78), 2. kolo: od KK Cibona Záhřeb (82-105, 75-103).
- 1995-96 4 zápasy (2-2 304-320): 1. kolo: KK Zenica Metalno, Bosna (71-68, 71-68), 2. kolo: Benetton Pallacanestro Treviso (87-91, 75-93).

BK Iskra Svit - 1 ročník, semifinále (1962)
- 1961-62 4 zápasy (2-2 259-288): osmifinále: Honvéd Budapešť, Maďarsko (75-58, 74-90, rozdílem jednoho bodu), čtvrtfinále: CSKA Moskva (57-55, 53-85)

BK Pezinok - 1 ročník
- 1993-94 2 zápasy (1-1 151-167): 1. kolo: Fidefinanz Bellinzona Basket, Švýcarsko (79-76, 72-91).